# Saint-Pierre-la-Bruyère

Saint-Pierre-la-Bruyère este o comună în departamentul Orne, Franța. În 1 ianuarie 2022 avea o populație de 428 de locuitori.